# Evarcha hoyi
Evarcha hoyi là một loài nhện trong họ Salticidae.
Loài này thuộc chi Evarcha. Evarcha hoyi được Elizabeth Maria Gifford Peckham & George William Peckham miêu tả năm 1883.